# Valle Gesso
La Valle Gesso è una valle delle Alpi Marittime, caratterizzata dal vasto bacino del torrente Gesso, ampiamente modellato dall'azione dei ghiacciai.
Geograficamente essa funge da "cerniera" tra i due tratti delle Marittime perpendicolari tra loro, quello orientato est-ovest (comprendente la Valle Stura di Demonte) e quello orientato sud-nord (comprendente la Valle Vermenagna).
In Valle Gesso sono presenti le cime più elevate delle Alpi Marittime, ovvero le due cime del Monte Argentera (Cima Sud, 3297 m, Cima Nord, 3286 m).
Il suo territorio, interamente compreso in provincia di Cuneo, è diviso tra i Comuni di Entracque, Roaschia, Valdieri e Roccavione.

## Geografia

### Morfologia

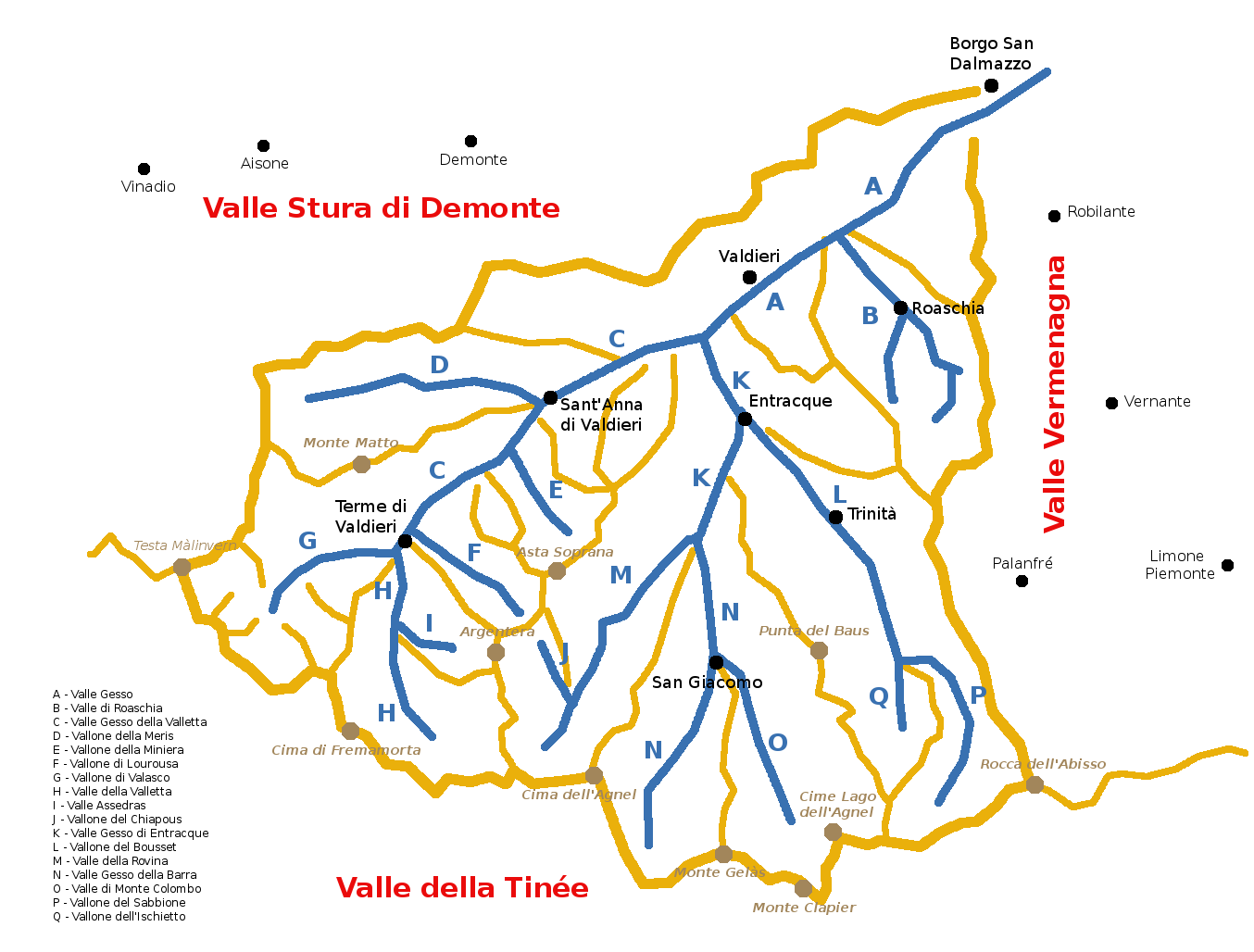
Schema generale della valle Gesso. In arancione gli spartiacque principali; in blu i segmenti di fondovalle

Per la sua posizione all'interno della curva delle Alpi, la valle ha una conformazione abbastanza complessa. In pianta ha una forma circa triangolare, delimitata ad est dallo spartiacque con la valle Vermenagna, a sud da quello con la valle della Tinea (Francia) e a nord-ovest da quello con la valle Stura di Demonte ed il vallone di Riofreddo, sua valle laterale.
Il fondovalle presenta una serie di ramificazioni successive ad albero, separate da creste secondarie di dimensioni ragguardevoli - ad esempio, la cresta che separa il vallone della Meris dal vallone di Valasco culmina nel monte Matto, a quasi 3100 m di quota.
Dallo sbocco a valle, nei pressi di Borgo San Dalmazzo e della confluenza con il torrente Vermenagna, la valle risale in direzione sud-ovest. A metà strada tra Borgo San Dalmazzo e Valdieri, si dirama verso sud-est (destra idrografica) la valle di Roaschia, dove sorge l'abitato omonimo. La valle principale supera Valdieri sempre in direzione sud-ovest, e dopo qualche chilometro si biforca: un ramo prosegue in direzione sud-ovest con il nome di valle Gesso della Valletta, un altro si distacca verso sud-est con il nome di valle Gesso di Entracque. Fino a questa biforcazione il fondovalle è molto ampio e largo.

#### Valle Gesso della Valletta
Dalla biforcazione, la valle prosegue in direzione sud-ovest. Il fondovalle, fin qui molto ampio, si restringe notevolmente, e nei pressi di Sant'Anna di Valdieri assume un andamento quasi a gola. All'altezza di Sant'Anna di Valdieri si dirama verso ovest (sinistra idrografica) il vallone della Meris, che conduce ai laghi della Sella, ove sorge il rifugio Dante Livio Bianco. La valle Gesso della Valletta procede in direzione sud-ovest sempre con andamento a gola; poco più a monte di Sant'Anna di Valdieri si dirama in destra orografica, in direzione sud-est, il vallone della Miniera, che risale verso l'Asta Soprana.

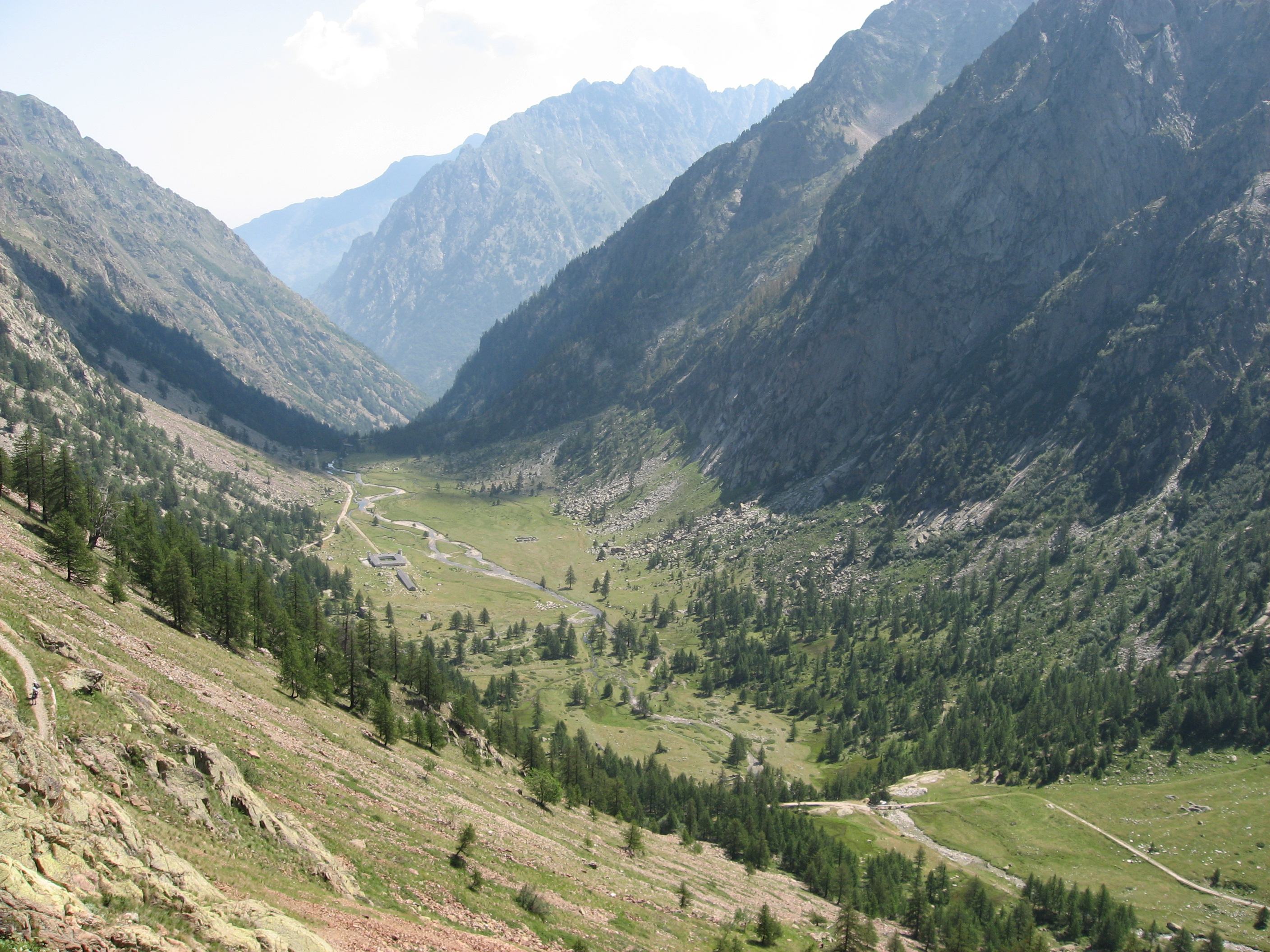
Il pian del Valasco nel vallone omonimo

La valle raggiunge Terme di Valdieri, dove il fondovalle di nuovo si allarga, e si hanno nuove diramazioni. Da poco più a valle delle Terme si diparte verso sud-est il vallone di Lourousa, che risale verso il passo del Chiapous, a metà strada tra Argentera e Asta Soprana, nei cui pressi sorge il rifugio Morelli-Buzzi. Da Terme si diparte in sinistra orografica il vallone di Valasco, che si sviluppa dapprima in direzione ovest e poi sud-ovest, passando per la ex casa reale di caccia (oggi rifugio Valasco), e raggiungendo infine i laghi di Valscura e delle Portette, dove sorge il rifugio Questa.
La valle Gesso della Valletta invece, da Terme, piega verso sud, assumendo il nome di valle della Valletta, e risale verso la cresta spartiacque con la Francia; alla testata della valle si trova il rifugio Regina Elena. In destra orografica si distaccano diversi valloni, che con andamento generale ovest-est risalgono verso la cresta del monte Argentera; tra questi, il vallone Assedras, dove sorge il rifugio Remondino, e la valle dell'Argentera. dove sorge il rifugio Bozano.

#### Valle Gesso di Entracque
Dalla biforcazione, la valle risale verso sud-est, raggiungendo in breve l'abitato di Entracque, dove si biforca. La valle principale prosegue in direzione sud-sud-ovest, mentre in direzione sud-est si distacca il vallone del Bousset.
La valle Gesso di Entracque supera il lago della Piastra, bacino artificiale creato da uno sbarramento dell'Enel, e raggiunge la località ponte delle Rovine, dove nuovamente si biforca. In direzione sud-ovest si dirama la valle delle Rovine, mentre in direzione sud si dirama la valle Gesso della Barra.
La valle delle Rovine risale dal ponte delle Rovine fino al lago della Rovina, a quota 1535 m; da qui, la testata risale ripidamente fino al soprastante lago del Chiotas, bacino artificiale creato dall'ENEL mediante due appositi sbarramenti, ed al vicino lago Brocan. Da qui si dirama in direzione nord-nord-ovest un ulteriore valloncello, il vallone del Chiapous, che risale al passo del Chiapous congiungendosi alla testata del vallone di Lourousa. Tra i laghi Chiotas e Brocan sorge il rifugio Genova-Figari.
La valle Gesso della Barra prosegue in direzione sud per alcuni chilometri fino alla frazione San Giacomo, dove si biforca ulteriormente. La valle principale prosegue in direzione sud-ovest, verso la cresta spartiacque con la Francia ed il monte Gelàs, alla cui base sorge il rifugio Soria Ellena. Da San Giacomo si dirama invece, dapprima verso est poi verso sud-sud-est, il vallone di monte Colombo, che risale verso il monte omonimo e la cima Maledia; alla testata del vallone si trova il rifugio Pagarì.
Il vallone di Bousset si sviluppa in direzione sud-est con ampio fondovalle per diversi chilometri, fino a raggiungere la località gias d'Ischietto, dove si biforca. In direzione sud si dirama il secondario vallone dell'Ischietto, mentre in direzione est si dirama il vallone del Sabbione. Questo piega ben presto in direzione sud, poi in direzione sud-sud-est, arrestandosi contro lo spartiacque con la Francia, ai piedi della rocca dell'Abisso.

### Orografia
Per la sua morfologia, la valle è ricca di creste interne e spartiacque, oltre alle creste spartiacque che la separano dalle valli circostanti.
La cresta principale per dimensioni è quella che separa la valle dalla francese valle della Tinea. La porzione di cresta che separa le due valli è compresa tra la rocca dell'Abisso (2755 m) ad oriente, e la testa Malinvern (2939 m) ad occidente. Su tale cresta si trovano diverse vette di notevole elevazione, quali, da occidente ad oriente:
- cima di Lausa (2823 m)
- testa del Claus (2889 m)
- testa Margiola (2831 m)
- testa di Tablasses (2851 m)
- testa di Bresses (2830 m)
- cima di Fremamorta (2731 m)
- cima Pagarì (2706 m)
- cima di Mercantour (2775 m)
- cima Ghiliè (2998 m)
- testa della Rovina (2981 m)
- cima dell'Agnel (2927 m)
- cima di Cougourda (2921 m)
- cima del Lombard (2760 m)
- monte Gelàs (3143 m)
- cima Maledia (3061 m)
- monte Clapier (3045 m)
- cime dei Laghi dell'Agnel (2775 m)
- cima Vernasca (2843 m)
- cima della Scandeiera (2705 m)
- cima del Sabbione (2610 m)

Dalla testa Malinvern si diparte lo spartiacque che separa la valle Gesso dal vallone di Riofreddo e dalla valle Stura di Demonte. Su questo sparticaque ci sono le cime di Valrossa (2909 m la maggiore), la rocca la Paur (2921 m), la rocca Pan Perdù (2956 m); da qui la cresta digrada gradualmente verso la valle.
Dalla rocca dell'Abisso si diparte lo spartiacque che separa la valle Gesso dalla valle Vermenagna; qui troviamo il monte Colombo (2261 m), il monte Pianard (2306 m), il monte Bussaia (2451 m); la cresta poi digrada verso la confluenza Gesso-Vermenagna.
Cime notevoli sono presenti anche sulle creste spartiacque interne alla valle. La cresta principale tra valle Gesso della Valletta e valle Gesso di Entracque è caratterizzata dal tetto delle Alpi Marittime, il monte Argentera con le sue due cime (3297 m la cima Sud, 3286 m la cima Nord). Questa cresta presenta però altre montagne di notevole interesse. Partendo da cima Ghiliè, da dove la cresta si dirama, incontriamo:
- cima di Brocan (3054 m)
- Baus (3067 m)
- cima di Nasta (3108 m)
- cima Paganini (3051 m)
- la Madre di Dio (2800 m) e punta de Cessole (2915 m) su una cresta secondaria del massiccio dell'Argentera
- monte Argentera
- Punta Gelas di Lourousa (3261 m)
- monte Stella (3262 m)
- corno Stella (3050 m) su un'altra cresta secondaria

Oltrepassato il colle del Chiapous si incontra il gruppo delle Aste, con Asta Soprana (2948 m), Asta Sottana (2850 m), monte Oriol (2943 m), cima Mondini (2915 m). La cresta scende quindi verso valle passando per cima della Vagliotta (2548 m) e cima del Lausetto (2687 m)

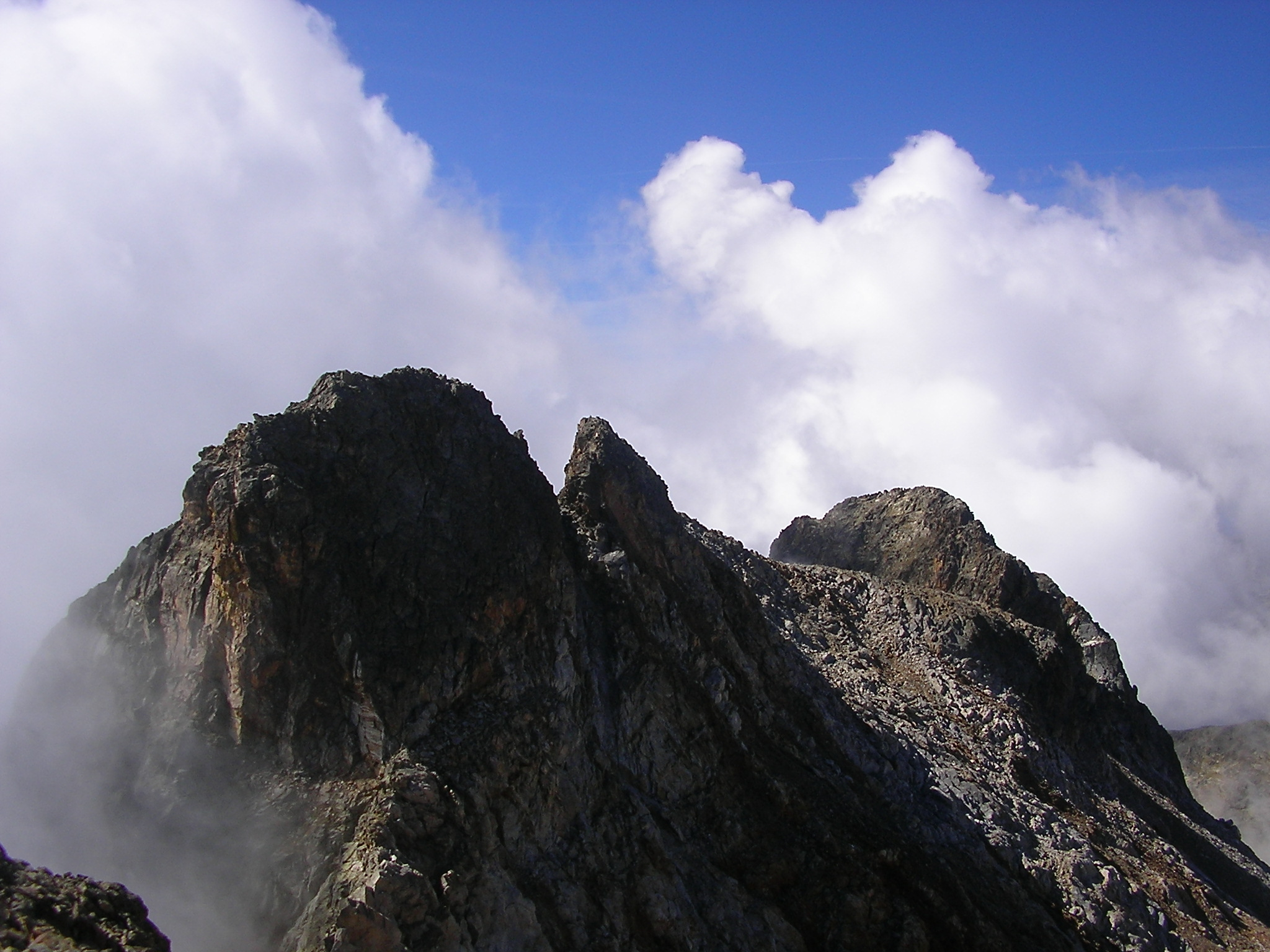
La cima centrale del monte Matto

Il vallone della Meris è fiancheggiato su entrambi i lati da vette notevoli. In destra orografica, sullo spartiacque con il vallone di Valasco, troviamo il monte Matto con le sue quattro punte (3088 m la più elevata), oltre alla rocca di Valmiana (3006 m) ad ovest e la cima del Latous (2744 m) ad est. In sinistra orografica, lo spartiacque con la valle Stura offre la cima Gorgia Cagna (2718 m), il monte Vintabren (2611 m), il monte Bourel (2468 m).
Lo spartiacque tra valle della Rovina e valle Gesso della Barra culmina con la cima dell'Agnel; da qui, discendendo verso valle, si incontrano:
- punta della Valletta (2848 m)
- punta Fenestrelle (2701 m)
- punta Ciamberline (2792 m))
- punta Laura (2601 m)
- cima della Valletta (2549 m)

Sullo spartiacque tra valle Gesso della Barra e vallone di monte Colombo, culminante nel monte Gelàs, presenta anche la punta della Siula (2672 m).
Lo spartiacque tra valle Gesso della Barra e vallone del Bousset culmina con la cima Vernasca; scendendo da qui si incontrano: 
- un'altra cima della Valletta (2787 m)
- monte Carbonè (2873 m)
- punta Savina (2821 m)
- punta del Baus (2779 m)
- punta della Rua (2779 m)
- monte Aiera (2713 m)

### Valichi
Attualmente, la valle non presenta valichi percorsi da strade carrozzabili. In passato, era invece molto importante per le comunicazioni il colle delle Finestre (2474 m), sul percorso della via del sale tra la pianura cuneese ed il mar Ligure. Il valico si trova alla testata della valle Gesso della Barra; in corrispondenza del colle, sorgeva un santuario dedicato alla Madonna, documentato fino dal VI secolo, dove i viandanti potevano trovare ristoro. Il valico è oggi raggiunto dal sentiero M11; al di là, la via scende al vallone della Madonna delle Finestre, al cui sbocco si trova il paese di Saint-Martin-Vésubie che apre alla valle della Vesubia.
Un altro valico verso la valle della Tinea e la Francia è il colle del Sabbione (2328 m), che si apre alla testata del vallone del Sabbione. Si raggiunge mediante i sentieri M5 ed M23, e conduce al vallone di Valmasca ed alla valle delle Meraviglie.
Esistono altri valichi pedonali che uniscono la valle Gesso alle valli limitrofe:
- verso la valle della Tinea:
  - bassa del Druos (2628 m)
  - passo delle Portette (2598 m)
  - passo del Prefouns (2620 m)
  - colle di Fremamorta (2615 m)
  - colle di Ciriegia (2543 m)
  - passo della Rovina (2724 m)
- verso il vallone di Riofreddo e la valle Stura di Demonte:
  - colletto di Valscura (2520 m)
  - passo del Gias Vei (2288 m)
- verso la valle Vermenagna:
  - colle della Garbella
  - passo della Mena o colle Frisson (2197 m)

Data la particolare conformazione orografica e morfologica della valle, esistono poi diversi passi interni, che mettono in comunicazione le diverse diramazioni della valle principale:
- colle della Paur (2890 m) e colle di Valmiana (2922 m) tra il vallone di Valasco ed il vallone della Meris
- colle di Valasco (2429 m) tra il vallone di Valasco e la valle della Valletta
- colle Brocan (2892 m) e passo dei Detriti (3122 m) tra la valle della Valletta e la valle della Rovina
- colle del Chiapous (2526 m) tra il vallone del Chiapous ed il vallone di Lourousa
- il passaggio del Punto Nodale (2850 m) tra il vallone di Lourousa ed il vallone della Miniera
- passo del Van (1761 m) tra la valle Gesso di Entracque e la valle Roaschia
- colle di Fenestrelle (2463 m) tra la valle della Rovina e la valle Gesso della Barra
- passaggio dei ghiacciai del Gelàs (2750 m) tra la valle Gesso della Barra e la valle di monte Colombo
- passo di valle Steira (1515 m) tra la valle Gesso della Barra ed il vallone di Bousset
- passo di monte Carbonè (2730 m) e colle del Vei del Bouc (2620 m) tra la valle di monte Colombo ed il vallone dell'Ischietto

## Storia
La valle Gesso fu probabilmente abitata già in epoca preromana dai Liguri Montani, sconfitti ed assoggettati dai Romani nel 14 a.C. La valle all'epoca presentava un notevole interesse strategico e commerciale, per via della presenza della strada del colle delle Finestre (via del sale), importante via di comunicazione tra la costa e la pianura padana citata anche da Strabone. La valle Gesso fu unita al municipium di Pedona (oggi Borgo San Dalmazzo), e probabilmente vi sorsero delle colonie romane.
Nel 901 l'imperatore Ludovico III donò l'abbazia, e le terre da essa dipendenti, al vescovo di Asti. In questi anni, la valle fu oggetto di scorrerie da parte dei Saraceni. Essi in due periodi diversi, a distanza di venti anni circa l'uno dall'altro, resero islamica la zona, in particolare il paese di Entracque nel quale il campanile della parrocchiale è (probabilmente) l'antico minareto, poi reso torre fortificata di guardia, per poi diventare l'attuale torre campanaria della chiesa parrocchiale.
Nel XIII secolo, dopo una breve permanenza sotto il controllo del Marchesato di Saluzzo, la valle passò sotto la signoria degli Angiò, che avevano creato una contea in Piemonte con capoluogo Cuneo. Più o meno in questo periodo, i paesi della valle si costituiscono in liberi comuni; riconoscono la giurisdizione dell'abate di Pedona, ma godono di ampie libertà ed autonomie.
Nel XIV secolo la valle passò sotto il controllo di Amedeo VI di Savoia il Conte Verde, che la cedette in feudo al marchese Carlo di Ceva nel 1373. La valle ritornò sotto il controllo diretto dei Savoia nel 1424, e seguì le sorti del ducato fino al trattato di Cateau-Cambresis del 1559.
In questo periodo la valle gode di una certa tranquillità. Nel XIV secolo viene segnalato un notevole traffico sia civile che militare sulla strada del colle delle Finestre, mentre a fine XV secolo si segnala l'incremento della presenza valdese.
La peste del 1630-1631 miete parecchie vittime in valle. In questi stessi anni, Valdieri ed Entracque vengono nuovamente infeudate, mentre Roaschia sarà poi infeudata verso la fine del XVII secolo.
Dopo la rivoluzione francese del 1789, la valle vede diverse attività militari. Nel 1793 le truppe savoiarde stazionano a lungo in valle, mentre nel 1798 sono le truppe napoleoniche a discendere dal colle delle Finestre. La valle viene annessa alla Francia. Le truppe francesi si danno a scorrerie e saccheggi, mentre il governo francese si impegna in particolare nella lotta contro il contrabbando. Con la restaurazione del 1814 la valle torna sotto il controllo di casa Savoia.
Il XIX secolo vede la valle colpita da diverse catastrofi naturali, ed in particolare da diverse alluvioni. Nel 1855 il re Vittorio Emanuele II visita la valle, e rimane molto colpito dalle sue caratteristiche. Nel 1857 i comuni di Entracque e Valdieri cedono al re i diritti di caccia sui territori comunali: viene così creata la riserva reale di caccia, che col tempo diventerà l'attuale parco naturale delle Alpi Marittime. La presenza dei reali porta notevole fermento economico in valle: vengono costruite le Terme di Valdieri e numerose case di caccia, ed i Savoia si recano molto spesso in vacanza estiva in valle, apportando notevoli benefici all'economia locale. In questo senso si distinse la regina Elena, che si impegnò molto in iniziative benefiche per la valle.
Durante la seconda guerra mondiale la valle è interessata dalle attività partigiane e dai relativi rastrellamenti delle truppe dell'Asse.
Dopo la seconda guerra mondiale, l'economia della valle subì notevoli modifiche. Le tradizionali attività di agricoltura e pastorizia in quota persero importanza, e si innescò un fenomeno di impoverimento che portò ad un progressivo flusso migratorio, con conseguente spopolamento delle valli. Si insediarono sul territorio diverse attività di tipo industriale, tra cui le cave della Italcementi e della Buzzi-Unicem; per contro, si verificò un calo del flusso turistico e una modificazione indelebile della media e bassa valle. A partire dalla fine degli anni sessanta si iniziò la costruzione della centrale idroelettrica di Entracque, che portò nuovo lavoro in valle. Dagli anni ottanta si assiste ad un rilancio dell'attività turistica, con la creazione del parco naturale dell'Argentera (poi parco naturale delle Alpi Marittime), l'intensificazione della gestione dei rifugi, il passaggio del percorso della Grande Traversata delle Alpi prima e della Via Alpina poi, ed il recupero a scopo turistico delle vecchie strutture della riserva reale, quali ad esempio la casa di caccia del vallone del Valasco restaurata e recuperata ad uso rifugio (rifugio Valasco).

## Cultura

### Lingua
La valle Gesso fa parte delle vallate occitane italiane. La parlata locale è un dialetto della lingua occitana, con alcune caratteristiche distintive.

### Manifestazioni
Un notevole interesse storico e culturale riveste la tradizione delle parlate di Entracque. Si tratta di una sacra rappresentazione che inscena la passione e morte di Gesù Cristo. La tradizione ha origini molto antiche, secondo alcune fonti addirittura medioevali, mentre secondo altre potrebbe risalire all'epoca delle infiltrazioni valdesi (tardo XV secolo) o addirittura alla Controriforma. La manifestazione, che impegna l'intero paese per un lungo periodo, ha luogo ogni 5 anni, analogamente alla Bahio di Sampeyre, ed avrà luogo la prossima volta in occasione della Pasqua del 2015.

### Musei
Il comune di Valdieri ospita diversi musei. Nel capoluogo si trova il museo della Necropoli protostorica di Valdieri, realizzato in seguito ai ritrovamenti archeologici avvenuti con la scoperta della necropoli situata all'estremità del paese. A S.Anna di Valdieri si trova l'ecomuseo della segale, realizzato dal Parco delle Alpi Marittime, mentre ad Andono si trova un museo a carattere etnografico incentrato sugli antichi mestieri.

### Gastronomia
La cucina della valle è strettamente legata all'ambiente montano. Tra i prodotti tipici, riscontriamo diversi formaggi (ricotta, tomini, brus ed il tipico Castel Ariund), il miele e le patate. I piatti tipici della zona sono a base di questi ingredienti, cui si aggiungono la polenta di grano saraceno, i prodotti dell'orto, ed altri derivati del latte, quali la panna.

## Economia

### Industria
La presenza di vasti ammassi di calcare e di scisto argilloso ha creato un ambiente favorevole all'insediarsi in zona di alcuni cementifici.
Lo stabilimento Italcementi di Borgo San Dalmazzo, iniziato nel 1941 ed attivo dal 1947, utilizzava sino alla sua chiusura, il materiale proveniente da due cave in comune di Valdieri: una cava di calcare in località monte Cros, presso la frazione Andonno, ed una cava di scisto argilloso "Terra Rossa" in frazione Madonna Bruna. Il trasporto del materiale dalla cava di monte Cros allo stabilimento avveniva mediante teleferica oggi smantellata, riducendo così il traffico di camion sul territorio.
In valle Roaschia sono anche presenti due cave di calcare dello stabilimento Buzzi Unicem (ex Presacementi) di Robilante, attiva dal 1965. In questo caso il materiale viaggia verso lo stabilimento su un nastro trasportatore in un apposito tunnel di servizio. Una delle cave, ormai esaurita, è stata sottoposta a recupero ambientale, con nuova fruibilità dell'area. È in previsione l'apertura di una terza cava, avversata però da parte della popolazione locale.

### Energia

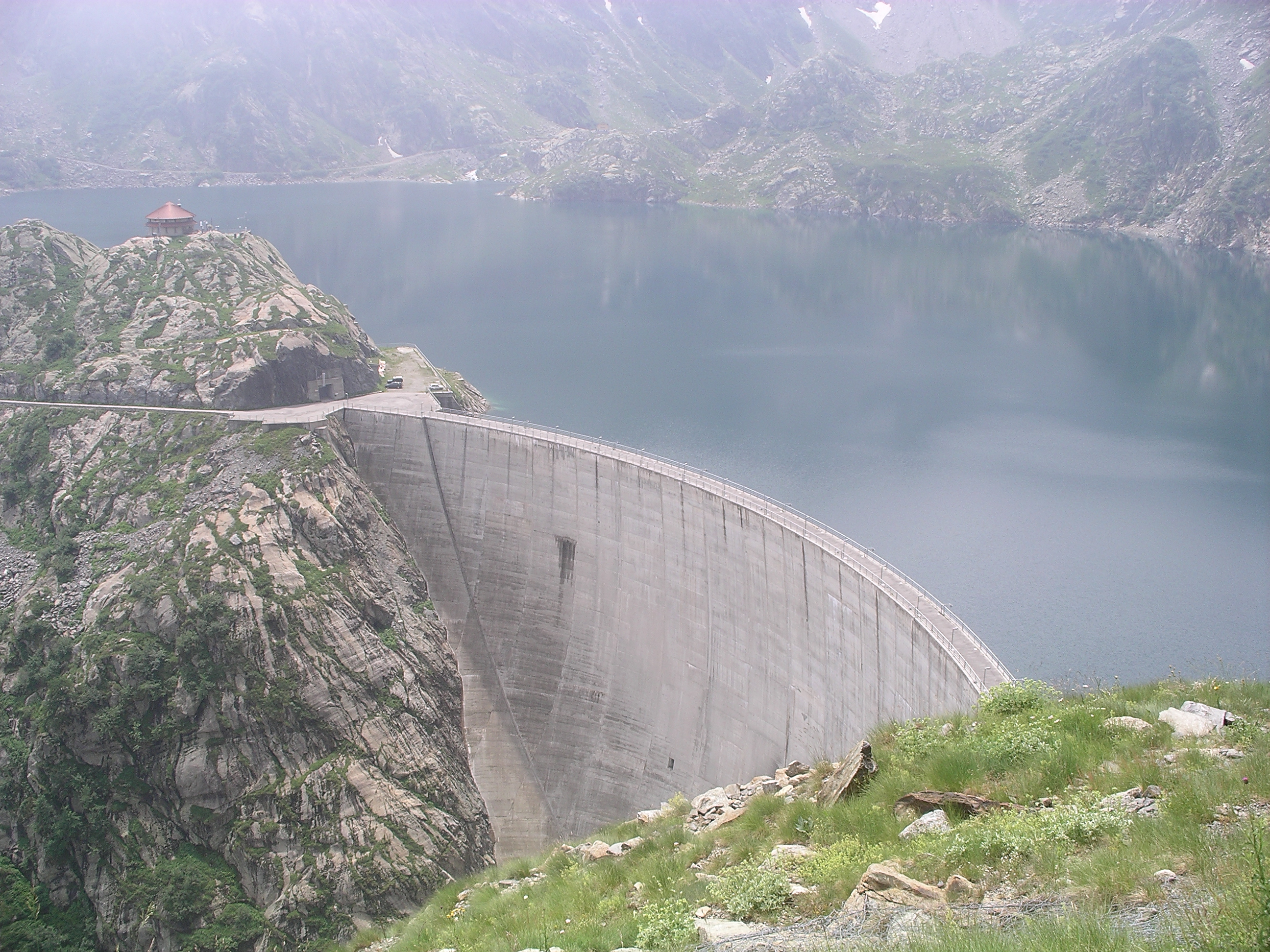
La diga del Chiotas

Ad Entracque sorge la più grande centrale idroelettrica d'Italia, la centrale Luigi Einaudi. Di proprietà dell'ENEL, la centrale è entrata in funzione nel 1982, ma i lavori per la sua costruzione hanno avuto inizio nel 1969. Utilizza l'acqua del torrente Gesso di Barra, mediante tre invasi:
- lago della Piastra, bacino artificiale in prossimità dell'abitato di Entracque, formato dalla diga della Piastra
- lago della Rovina, bacino naturale nell'alta valle della Rovina
- lago del Chiotas, bacino artificiale nella conca del Chiotas, ai piedi del monte Argentera, formato dalle due dighe del Chiotas e di colle Laura

La centrale è in grado di fornire 1200 MW di potenza elettrica, ed è visitabile su prenotazione.

### Turismo
La valle Gesso offre diverse opportunità al turista.
In comune di Valdieri si trova lo stabilimento termale delle Terme di Valdieri, aperto nel periodo estivo.
In comune di Roaschia vi sono interessanti fenomeni carsici. Diverse grotte sono facilmente raggiungibili dal capoluogo; la loro visita richiede comunque un'adeguata preparazione ed attrezzatura.
Parte del territorio dei comuni di Entracque e Valdieri è compreso all'interno del parco naturale delle Alpi Marittime, erede dell'antica riserva reale di caccia e dei preesistenti parco naturale dell'Argentera e riserva del bosco e dei laghi di Palanfrè. Il parco presenta notevoli spunti di interesse naturalistico e paesaggistico. Tra questi, una particolarità è costituita dalla Riserva naturale speciale Juniperus Phoenicea della rocca San Giovanni, a nord dell'abitato di Valdieri. Questa zona ha un microclima particolare, analogo a quello delle coste mediterranee; ciò, unitamente alle caratteristiche pedologiche del suolo, ne fa un luogo ideale per il proliferare del ginepro fenicio, pianta appunto tipica della vegetazione mediterranea.
La presenza del parco e la notevole situazione orografica offrono un ottimo territorio per l'escursionismo e per l'alpinismo. Queste attività sono favorite dai numerosi rifugi presenti sul territorio della valle:
- Rifugio Livio Bianco - 1910 m
- Rifugio Morelli-Buzzi - 2350 m
- Rifugio Valasco - 1750 m
- Rifugio Questa - 2338 m
- Rifugio Lorenzo Bozano - 2453 m
- Rifugio Remondino - 2430 m
- Rifugio Regina Elena - 1850 m
- Rifugio Genova-Figari - 2015 m
- Rifugio Soria Ellena - 1840 m
- Rifugio Pagarì - 2627 m

### Cartografia
- Istituto Geografico Centrale: carta dei sentieri scala 1:50.000 - n.8 - Alpi Marittime e Liguri
- Istituto Geografico Centrale: carta dei sentieri scala 1:25.000 - n.113 - Parco naturale Alpi Marittime, Entracque, Valdieri, Mercantour, Gelàs
- Provincia di Cuneo - cartografia GTA, su montagna.provincia.cuneo.it. URL consultato il 3 marzo 2009 (archiviato dall'url originale il 19 marzo 2009).
- Istituto Geografico Militare - tavolette 1:25.000 - zona di Entracque-Valdieri-Roaschia [collegamento interrotto], su pcn.minambiente.it.
- Istituto Geografico Militare - foglio 1:100.000 - zona di Entracque-Valdieri-Roaschia [collegamento interrotto], su pcn.minambiente.it.